# 奥斯卡·戈雷斯
奥斯卡·麥可·戈雷斯（英語：Oscar Michael Görres，1986年3月20日—），並也以OzGo知名，是瑞典唱片製作人、詞曲作家和音樂人。他知名於幫瑪琳娜、泰勒·斯威夫特、魔力紅、DNCE、布蘭妮·斯皮爾斯、托芙蘿和粉红佳人等人創作和製作歌曲。戈雷斯是马克斯·马丁製作團隊狼表兄弟的一員。